# Werner Heyde
Pour les articles homonymes, voir Heyde.
Werner Heyde (Forst (Lausitz), 25 avril 1902 – Butzbach, 13 février 1964) est un psychiatre allemand, membre de la SS qui joua un rôle majeur dans l'organisation de l'Aktion T4.

## Premières années
Heyde termine ses études secondaires et obtient son Abitur en 1920. De 1922 à 1925, il étudie la médecine à Berlin, Fribourg, Marbourg, Rostock et Wurtzbourg. Après des stages à l'hôpital général de Cottbus et au sanatorium de Berlin-Wittenau, il devient docteur assistant à l'hôpital universitaire psychiatrique de Wurtzbourg. Il obtient son diplôme et l'autorisation de pratiquer la médecine en 1926 après avoir obtenu les plus hautes notes pendant ses études.

## Carrière jusqu'en 1945
En 1933, Heyde fait la connaissance de Theodor Eicke et s'inscrit au parti nazi ; un an plus tard il est nommé directeur de la polyclinique de Wurtzbourg. Il rejoint la SS en 1935 comme officier médical, avec le grade de Hauptsturmführer et devient le commandant du service médical des SS-Totenkopfverbände. Il est responsable de la mise en place d'un système d'examens psychiatriques et eugéniques et de recherches médicales dans les camps de concentration. Il travaille aussi comme psychiatre consultant pour la Gestapo. Il dirige également l'office de la politique raciale de Wurtzbourg.
En 1938, Heyde est promu à la tête du département médical de l'office central de la SS (SS-Hauptamt) ; en 1939, il devient professeur de psychiatrie et de neurologie à l'université de Wurtzbourg, et, en 1940, directeur de l'hôpital psychiatrique de la ville. Impliqué au plus haut niveau dans l'organisation de l'Aktion T4, il y est remplacé par Paul Nitsche en 1941. Il est ensuite affecté aux camps de concentration de Buchenwald, Dachau et Sachsenhausen.
En 1944, il est décoré de la SS-Totenkopfring, et, avant la fin de la guerre, il est promu au grade de SS-Standartenführer.

## Après 1945
Arrêté et emprisonné à la fin de la Seconde Guerre mondiale, Heyde s'évade en 1947. Il prend une fausse identité (Fritz Sawade) et continue à exercer comme médecin du sport et psychiatre. Bien que ses amis et de nombreuses relations connaissent sa véritable identité, celle-ci n'est pas dévoilée et Heyde est même cité, sous sa fausse identité, comme expert lors de procès.
Son identité réelle est dévoilée à l'occasion d'une querelle privée et le 11 novembre 1959 Heyde se rend à la police à Francfort-sur-le-Main  après 13 ans de clandestinité. Le 13 février 1964, 5 jours avant l'ouverture de son procès, Heyde se suicide par pendaison à la prison de Butzbach.

## Filmographie
- 1963 (GDR) : The Heyde-Sawade Affair (en) (Category: biography/drama) (Produced in the DEFA-studios for movies, Potsdam, Babelsberg/Eastern Germany. Produced by Bernhard Gelbe; script by Wolfgang Luderer, Walter Jupé and Friedrich Karl Kaul and directed by Wolfgang Luderer. Available via the Foundation German TV and Broadcast Arkhive Babelsberg. Arkhive-No. IDNR 03581. Length: 101 minutes, First run: 3 June 1963 in the television programme No. 1 of the German Democratic Republic).